# Оперативная авиационная группа
Оперативная авиационная группа — оперативно-тактическое авиационное соединение ВВС СССР, предназначавшееся для решения оперативных (оперативно-тактических) задач самостоятельно и в составе авиационного объединения во взаимодействии с войсками (силами) и средствами других видов вооруженных сил в операциях сухопутных войск и военно-морских сил.

## Назначение
Оперативная авиационная группа предназначена для решения самостоятельных задач, а также для усиления фронтов. При этом они находились в подчинении Ставки ВГК.

## Виды оперативных групп
По своему назначению группы подразделялись на:
- ударная авиационная группа
- резервная авиационная группа

## История создания оперативных групп в Великой Отечественной войне
Оперативная авиационная группа является одной из форм организации авиационных резервов, которые изменялись неоднократно. Такое изменение зависело прежде всего от возможностей пополнения промышленностью войск летательными аппаратами.
Впервые оперативные авиационные группы были сформированы после начала Великой Отечественной войны, когда опыт первого месяца войны показал необходимость иметь в распоряжении Ставки ВГК специально подготовленные резервные формирования.
Приказом НКО СССР от 21 июля 1941 года командующему ВВС предписывалось сформировать шесть штатных резервных авиационных групп (РАГ) численностью от 60 до 100 боевых самолетов каждая. Группы предназначались для решения самостоятельных задач, а также для усиления фронтов. При этом они находились в подчинении Ставки ВГК.
Так в период до конца 1941 года Ставкой были сформировано шесть резервных групп:
- 1-я резервная авиационная группа и 6-я резервная авиационная группа действовали на Брянском и Юго-Западном фронтах[2];
- 2-я резервная авиационная группа и 3-я резервная авиационная группа — на Ленинградском и Волховском фронтах;
- 4-я резервная авиационная группа — на Юго-Западном фронте;
- 5-я резервная авиационная группа — на Южном фронте.

После наращивания авиационной промышленностью выпуска самолетов в первом квартале 1942 года (поставлено 3301 самолет нового типа) сокращение боевого состава ВВС прекратилось, а авиационный резерв ВГК, наоборот, стал увеличиваться. Ставка ВГК приняла решение изменить форму организации авиационного резерва. На основании директив Генерального штаба и приказов командующего ВВС Красной армии с середины марта до мая 1942 года проводилось формирование десяти ударных авиационных групп (УАГ), которые планировалось использовать для наращивания воздушных сил фронтов в ходе наступления. В состав каждой из ударных авиагрупп должно было входить от трех до восьми авиаполков.
В марте 1942 г. было принято решение сформировать 
Формирование ударных авиационных групп осуществлялось в соответствии с директивами Генерального штаба, на основании которых штаб ВВС готовил соответствующие приказы и распоряжения.
Приказами командующего ВВС Красной Армии от 16 и 17 марта 1942 г. предусматривалось создать 10 ударных авиационных групп (УАГ) смешанного состава, по шесть - восемь авиационных полков каждая, предназначаемых для усиления ВВС фронтов, развернувших общее наступление в первой половине 1942 г., сначала первые четыре ударные авиационные группы, а затем остальные шесть. Например, первая группа формировалась в составе двух бомбардировочных авиационных полков на самолетах Пе-2, двух штурмовых на самолетах Ил-2, двух истребительных на самолетах Як-1, ЛаГГ-3 и двух тяжелобомбардировочных авиационных полков на самолетах ДБ-3ф{13}. К маю 1942 г. были созданы все 10 ударных авиационных групп на следующих фронтах: группы 1-я и 6-я - на Волховском, 2-я - на Северо-Западном, 3-я - на Южном, 4-я и 5-я - на Западном, 7-я - на Брянском, 8-я - на Юго-Западном, 15-я - на Крымском и 16-я - на Северо-Кавказском фронте. Боевые действия они вели по мере готовности авиационных полков. Изменившаяся обстановка, потребовавшая объединения всех авиационных сил фронта, заставила изменить взгляд Ставки и на организацию резервов.
Так, 1-я ударная авиационная группа имела восемь авиационных полков: по два тяжелобомбардировочных, бомбардировочных, штурмовых, истребительных, вооруженных соответственно самолетами ДБ-3ф, Пе-2, Ил-2, Як-1, ЛаГГ-3. Между фронтами группы были распределены:
- Волховский фронт — 1-я ударная авиационная группа, 6-я ударная авиационная группа;
- Северо-Западный фронт — 2-я ударная авиационная группа;
- Южный фронт — 3-я ударная авиационная группа;
- Западный фронт — 4-я ударная авиационная группа, 5-я ударная авиационная группа;
- Брянский фронт — 7-я ударная авиационная группа;
- Юго-Западный фронт — 8-я ударная авиационная группа;
- Крымский фронт — 15-я ударная авиационная группа;
- Северо-Кавказский фронт — 16-я ударная авиационная группа;

При этом сосредоточение УАГ предусматривалось только на двух фронтах — Западном и Волховском. Маневрирование между фронтами остальными авиагруппами не планировалось. Ударные авиагруппы оперативно не входили в состав ВВС фронта, действовали по указаниям Ставки ВГК или, с её разрешения командующего фронтом. Таким образом, в полосе одного фронта сосредоточивались следующие воздушные силы: ВВС фронта, резервная ударная авиагруппа, ВВС армий фронта. Все они действовали самостоятельно, что не мешало решению стоявших перед фронтом главных задач.
Ударные авиационные группы существовали до июля 1942 года. Обстановка на фронтах требовала более массированного применения авиации, и военный совет ВВС Красной армии внес на рассмотрение Ставки предложения о реорганизации авиационных резервов ВГК. 1 июля 1942 года НКО СССР своим приказом определил новую организацию авиационных резервов ВГК в виде трех однородных авиационных армий — двух истребительных и одной бомбардировочной:
- 1-я истребительная авиационная армия
- 2-я истребительная авиационная армия
- 1-я бомбардировочная авиационная армия